# Matthew Town
Matthew Town är en distriktshuvudort i Bahamas.   Den ligger i distriktet Inagua, i den sydöstra delen av landet, 600 km sydost om huvudstaden Nassau. Matthew Town ligger 11 meter över havet och antalet invånare är 452. Den ligger på ön Great Inagua Island.
Terrängen runt Matthew Town är mycket platt. Havet är nära Matthew Town åt sydväst. Trakten är glest befolkad.